# مطبخ مجري

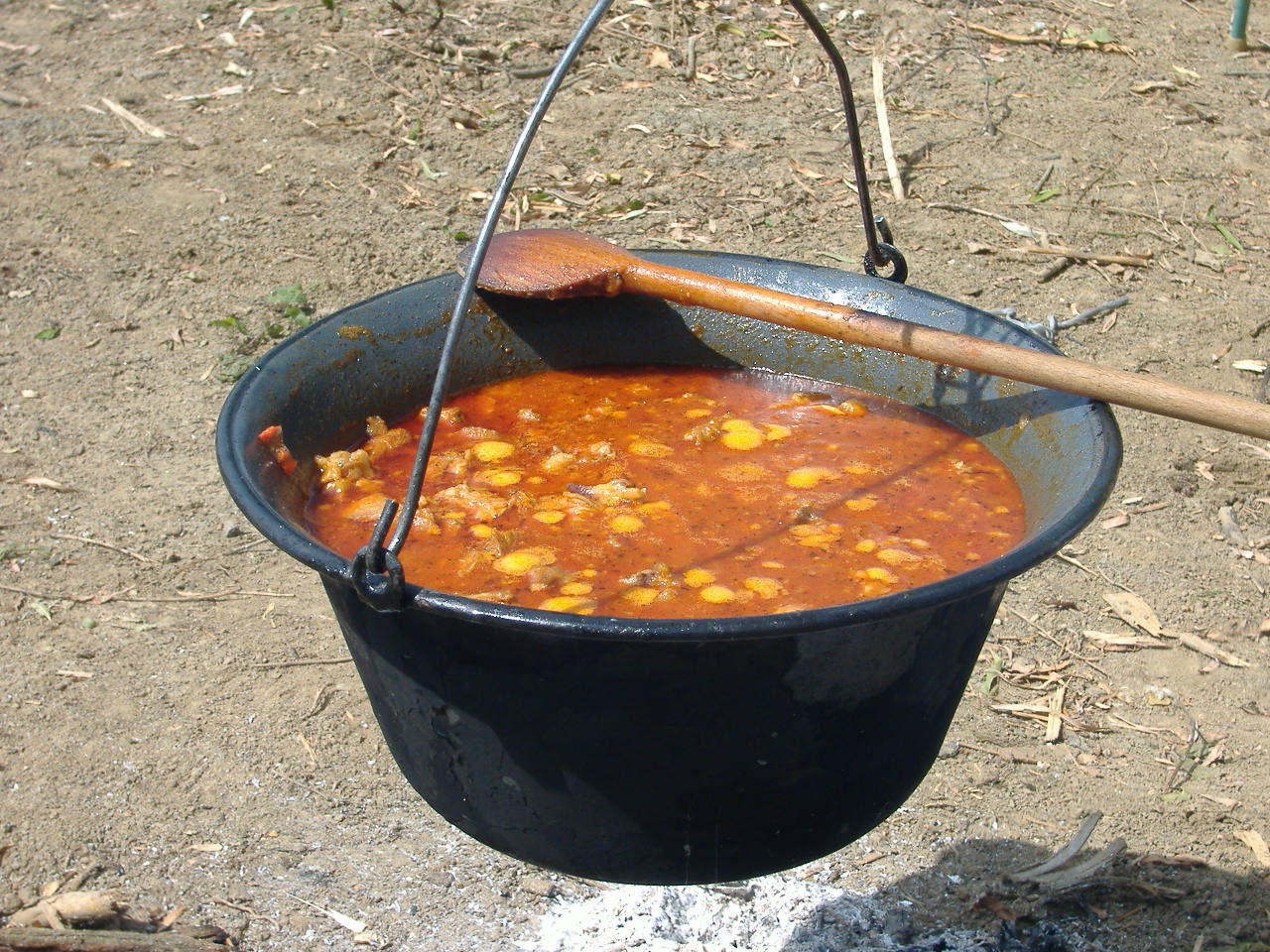

يعتبر المطبخ الهنغاري أو المجري المطبخ المأخوذه صفاته من مجموعات هنغاريا العرقية الاساسية و بالاخص المجر و تستند معظم الاطباق التقليدية على اللحوم و الخضروات الموسمية و الفواكه و الخبز الطازج ومنتجات الحليب مثل الجبن.
يعتبر الهنغاريون شعب شغوف باللحم وخصوصا بالكاسرول و شرائح اللحم ولحم الخنزير المشوي و لحوم البقر والدواجن والضأن و هنالك تقليد معروف في المطبخ الهنغاري وهو خلط أنواع مختلفة من اللحوم فمثلا هناك اليخنة والفلفل المحشو ولفائف الملفوف و(Fatányéros ( هي اكلة هنغارية من أنواع مختلفة من اللحم المشوي على طبق من الخشب و معظم الأطباق يمكن أن تجمع بين لحم البقر ولحم الخنزير وفي بعض الأحيان لحم الضأن
تعتبر اليخنة حساء يحتوي على المرق أو حساء باستخدام اللحم مع العظام والفلفل الأحمر و الكمون و الخضروات (عادة من الجزر و جذور البقدونس ) والبطاطا أو أنواع مختلفة من الفطائر الصغيرة أو المعكرونة مع اللحم و تطبخ أنواع أخرى شهيرة من مرق اللحم الهنغاري و تشمل الفلفل الاحمر و عادة ما يسبك حساء الفلفل الاحمر مع اللحم في مرق الفلفل الدسم الغني وهنالك أيضا الخنة وهي حساء هنغاري مع اللحم المنزوع عظم (عادة من اللحم البقري أو لحم الخنزير) مع البصل ومسحوق البابريكا الحلو وكلاهما تقدمان مع الزلابية أو الفطائر الصغيرة و في الأطباق الشعبية يتم طهي الفواكه مثل الخوخ والمشمش مع اللحم أو في صوص لاذع أو يتم حشوها أو شويها مع الديك الرومي وعادة ما يتم تقديم أنواع مختلفة من الشعرية والفطائر والبطاطس والأرز كاطباق جانبية.
يعتبر السجق الهنغارية kolbász)) وسلامي الشتاء جزءا رئيسيا من المطبخ الهنغاري
ومن الانواع الأخرى للمأكولات الهنغارية هي الحساء والحلويات والمعجنات والكريب المحشو (بالاكسينتا) مع المنافسة الشرسة بين الاختلافات الإقليمية على الطبق نفسه (مثل حساء السمك الساخن الهنغاري والذي يطلق عليه شوربة الصياد أو halászlé و اللتي تطبخ بشكل مختلف على ضفاف الأنهار الرئيسية في هنغاريا: نهر الدانوب و نهر تيزا
بالاكسينتا : و هي فطائر محشوة بصلصة الشوكولاته الداكنة مليئة بالجوز و هنالك كيك دوبوس وهو (طبقات من الكعك الاسفنجية مع حشوة زبدة الشوكولاته ويعلوها شريحة رقيقة من الكراميل).
و هنالك عنصرين مهمين في المطبخ الهنغاري التي قلما يلاحظها السكان المحليين ولكن عادة ما تثير حماس الكثير من الأجانب وهي أشكال مختلفة من الخضار المطبوخة على شكل حساء تسمى főzelék ونوعا اخر و هو حساء الفواكه الباردة مثل حساء الكرز الحامض (بالمجري: ميجيليفيس هيديج).
يستخدم المطبخ الهنغاري مجموعة كبيرة ومتنوعة من الجبن ولكن اكثرها شيوعاً هي túró (وهو نوع من انوع من quark ) و الجبن الكريمي وجبن ايوي (juhturó)، امينتاليرو ايدام والجبن الهنغاري ترابيستا و بابلاستيزي و بانونينا.
البهارات
البابريكا
سجق التشابا
يعتبر الطعام الهنغاري من الاطعمة الحارة لانهم يعتمدون في طبخهم على البابريكا الحارة و البابريكا الحلوة (المعتدلة) بالإضافة إلى ذلك مزيج الفلفل الأحمر وشحم الخنزير والبصل الأصفر شي اساسي بالمأكولات الهنغارية وايضا استخدام القشدة الكثيفة والتي تسمى القشدة الحامضة.
وايضا أنواع مختلفة من الفلفل الأحمر والبصل النيء سواء كان معرقاو محروق أو بني اللون أو مكرمل و تشمل المكونات الأخرى نكهات معروفة مثل: ورق الغار والفلفل الاسود والكمون و الكزبرة و القرفة و الشبت و الثوم و الفجل وعصير الليمون وقشره و البردقوشو الخردل والاوريقانو و البقدونس و الخل والفانيليا و من اقل البهارات استخداما هي اليانسون والريحان و البقدونس الإفرنجي و المعمر و القرنفل و التوت العرعر و الكاشم والصولجان و بذور الخشخاش والروزماري و الزعتر و الزعتر البري و الطرخون والفلفل الأبيض.
```
التاريخ
```

جولاش في قدر المرجل التقليدي
كرنب محشو
أثر المطبخ الهنغاري على تاريخ الشعب المجري و قد تنعكس اهمية الثروة الحيوانية و نمط الحياة البدوي على المجريين في طريقة طبخهم للحوم في الطعام الهنغاري و قد تنعكس أيضا في اطباق اللحوم المطبوخة على نار الجولاش و في الهنغارية gulyás مثل : وجبة الصياد و مرق الخنة و شوربة الصياد و التي يطلق عليها اسم هالازيل كلها تطبخ في المرجل (القدر على النار)
تاثر الملك ماثيوز كورفينوس وزوجته نيبوبلاتين بياتريس في القرن الخامس عشر بثقافة عصر النهضة و التي أدخلت مكونات جديدة مثل الكستناء الحلوة والتوابل مثل الثوم و الزنجبيل و الصولجان والزعفران وجوزة الطيب والبصل و تاثروا أيضا باستخدام الفواكه في الحشوات أو طبخها مع اللحم و بعض هذه التوابل مثل الزنجبيل و الزعفران لم تعد تستخدم في المطبخ الهنغاري الحديث وفي ذلك الوقت وإلى حين اخر اعداد معقولة من الساسكون وهم (جماعة إثنية ألمانية) والأرمن والإيطاليين واليهود والصرب استقروا في المجر وفي ترانسيلفانيا
اعتمدت بعض عناصر المأكولات التركية القديمة خلال الحقبة العثمانية و منها على شكل حلويات (فعلى سبيل المثال أنواع مختلفة من النوغات مثل النوغات البيضاء وتسمى حلوى العسل، و حلويات السفرجل (بيرسالما)، والحلويات التركية)، والقهوة التركية أو أطباق الأرز مثل البيلاف في ترانسيلفانيا و اطباق اللحوم وأطباق الخضروات مثل الباذنجان المستخدمة في سلطة الباذنجان والمقبلات و الفلفل و الكرنب المحشو المسمى ب töltött káposzta.
تأثر المطبخ الهنغاري بالمطبخ النمساوي تحت «الإمبراطورية» النمساوية - المجرية و كثيرا ما تم تبادل الاطباق و اساليب تحضير الطعام بين الهنغارين و المجريين و بعض أنواع الكيك و الحلوى في هنغاريا توضح التاثر الشديد بالالمانين و النمساويين لكن في الإجمال يعتبر المطبخ الهنغاري الحديث مركب من عناصر آسيوية قديمة مختلطة مع عناصر الجرمانية وإيطالية وسلافية يعتبر الطعام الهنغاري مزيج من القارات مع اساس الطبخ المتشكل من هنغاريا أو بالاصل من المطبخ المجري
الوجبات الهنغارية
يبدا الطعام الهنغاري بالحساء حساء لحم العجل
يصنع سلامي الشتاء من لحم الخنزير المقدد و التوابل و يدخن ببطء وخلال عملية صنعه تتشكل قطعة من العفن على سطحه
وياكل الناس غالبا في هنغاريا وجبة فطور كبيرة و تتكون وجبة الإفطار الهنغارية عموما من ساندويتش مفتوحة مع الخبز الطازج أو خبز التوست مع الزبدة أو الجبنة أو أنواع مختلفة من الجبنة الكريمية، جبن túró أو körözött (أو جبن ليبتاور )، واللحوم الباردة مثل لحم الخنزير، هوركا véres (الشبيه بالبودينغ السوداء)، ومعجون الكبد والذي يسمى májkrém أو kenőmájas)، ولحم الخنزير المقدد و السلامي و لسان البقر والمرتديلا و disznósajt (نوع من أنواع الجبن) والنقانق مثل أسكابانوس أو بيروورست أو النقانق الهنغارية المختلفة أو kolbász الفلفل والفلفل الحلو و الطماطم والفجل، والبصل الأخضر والخيار كلها جزء من وجبة الإفطار الهنغارية و يتكون الالإطار في بعض الأحيان من كوب من الحليب أو الشاي أو القهوة مع الحلويات أو الكعك أو كيفلي أو فطيرة مع المربي أو العسل أو رقائق الحبوب، مثل muesli وربما الفاكهة
يمكن للأطفال بهنغاريا ان يتناولوا عند الالإطار بودنغ الأرز (tejberizs ) أو كريم السميد (tejberizs) و يعلوها مسحوق الكاكاو والسكر مع الفواكه أو شراب الفواكه ويفضل تناولها مع المشروبات الدافئة
Villásreggeli (حرفيا الإفطار مع شوكة) وجبة إفطار كبيرة و فاخرة تقدم في المناسبات الخاصة أو أيام العطل وغالبا ما يتم دعوة الضيوف اليها تتكون من البيض الحار و الستيك البارد و السلطات الباردة و عجة السمك و السلمون والفطائر، والجبن الحار المصنوع من حليب الأغنام ويسمى körözött والكافيار وكبد الإوز وسلطات الفواكه و الخشاف و عصائر الفواكه و الشامبانيا و الفطائر و الكيك وقد يتم تقديم الكوكيز أيضا
وتعد وجبة الغداء هي الوجبة الرئيسية وتقدم عادة بكورسات مختلفة وقد تقدم مقبلات حارة أو باردة على سبيل المثال سمك أو البيض أو الكبد و من ثم الشوربة و بعد الشوربة تقدم وجبة رئيسية الوجبة الرئيسية هي طبق و يتضمن اللحم و السلطة واللتي تسبق طبق الحلوى و قد تقدم الفواكه أيضا
تقدم الفطائر في هنغاريا كوجبة رئيسية و ليست مع الفطور وتقدم السلطة دائماً مع أطباق اللحوم وتكون مكونة من الخس مع الطماطم والخيار والبصل أو سلطة شرائح الخياربصلصة الخل و هذه السلطات كسلطة الزيتون أو سلطة البطاطا مصنوعة من البطاطا المسلوقة و الخضروات و البيض المسلوق والفطر و اللحم المقلي أو المسلوق أو السمك بصلصلة الخل أو الهلام اللحمي أو المايونيز قد تأكل هذه السلطات كمقبلات أو حتى كوجبة رئيسية
ياكل بعض الناس والأطفال وجبة خفيفة في فترة ما بعد الظهر و يسمى أوزسونا ووتكون بالعادة من ساندويتش مفتوحة والمعجنات أو شريحة من كعكة أو فاكهة اما بالنسبة لوجبة العشاء فهي وجبة اقل من الغداء قد تكون وجبة العشاء مشابهة لوجبة الإفطار وتتكون عادة ساندويتش مفتوحة و اللبن أو virsli سندويتش السجق مع كعكة أو من النادر تقديمه الكيك أو الفطائرpalacsinta و عادة ما تتكون من كورس واحد
مناسبات خاصة
 
حساء الخنة مع الزلابية

في يوم الميلاد يأكل الهنغاريون حساء السمك و الذي يسمى بتشوودير قد تقدم اطباق أخرى مثل الإوز المشوي أو الديك الرومي المشوي أو البط المشوي مع لفائف الملفوف töltött káposzta و لفائف المعجنات المحشوة بالجوز أو بذور الخشخاش و التي تسمى ب bejgli وهي طبق معتاد في يوم الميلاد و الحلويات و الحلوى المستخدمة لتزيين شجرة الميلاد مثل szaloncukor و التي تؤكل خلال يوم الميلاد عندما يقوم الجميع بالتقاطها و تناولها مباشرة من شجرة يوم الميلاد و في عشية يوم الميلاد يحتفل الهنغاريين بأكل سجق فيينا و شوربة العدس وفي يوم رأس السنة الجديدة من الشائع شرب شوربة العدس أو شوربة الملفوف وهي شوربة لحم مع مخلل الملفوف لعلاج اثار فرط الكحول.وهناك وجبات مخصصة لعيد الفصح بالرغم من ان بعض الهنغاريين خصوصا في مقاطعة زابوكس يصنعون نوع مخصوص من الجبن الاصفر الحلو وجبن السارجو تيرو الذي يصنع من البيض 
اطباق هنغارية معروفة
الخبز الهنغاري يشتري الهنغارين خبزهم طازجا من المخبز المحلي كل يومين أو ثلاثة أيام و لا يكون مجمدا أو ملفوفا بكيس من البلاستيك
كيكة دوبوس
لفة بذور الخشخاش
شوربة الكرز الحامض الباردة
الشوربات
• شوربة الجولاش و من الممكن طبخها كاليخنة و مثال اخر عليها حساء سيكلي قولاس
• حساء هالازلي حساء سمك حار مع البابريكا الحارة
• حساء الهيسليفيز شوربة دجاج أو لحم العجل مع شوربة الخضروات و قطع رقيقة من المكرونة تسمى بسيسبيتكي
• هيدج ميجيليفيز شوربة الكرز الحار و الحلو
• جوكابي بابليفيز شوربة الفول و المسماة نسبة للكاتب جوكاي مور
• فيداقومباليفيز شوربة الفطر البري
• بورليفيز شوربة النبيذ
• بالوكيفيز و المسماة نسبة للقب ميكسزاث كالمان
• كومنيميقلفيز حساء بذور الكمون
• زولدسيقليفيز حساء الخضروات المصنوعة على سبيل المثال من البازيلاء و الجزر و البقدونس
• كيرمبليفيز حساء البطاطس
• توجاليفيز أو اوراق الرانتوت حساء مصنوع من البيض المخفوق و حبوب الكمون
•باكال حساء من الامعاء
الاطباق الرئيسية
• دجاج البابريكاش و يسمى كيسركبابريكاس و يتكون من يخنة مع الكثير من البابريكا الحلوة والقشدة أو القشدة الحامضة وتسمى تجفول
• كاسازمورسزا فتات الكريب الحلو
• فوزيليك مرق الخضار الغليظ
• سيزكيليقولاس مرق الجولاش و يطبخ من ثلاث أنواع من اللحم و مخلل الملفوف
• ليسيزو مرق الخضروات المشكلة المطبوخ في الطماطم و البابريكا وهو نوعا ما شبيه بالراتاتوي
• فاسيرت
• ستافينا سيزلت أو شرائح ستافينارغيف اللحم الهنغاري مع البيض المسلوق في المنتصف مما يجعل شكله كخواتم من اللون الابيض و الاصفر في منتصف شرائح ستافينا
• بيسيزيني شرائح رقيقة من لحم الخنزير تقدم مع الملفوف أو مع طبق فاتنيروس و هو طبق مشويات مشكلة يقدم على طبق خشبي
• بوركولت مرق اللحم الشبيه ب راجو
• بلاكسينتا الكريب الهنغارية المحشوة عادة ما تكون مليئة بالمربي أو حشوات أخرى كجبن كوارك الحلو مع الزبيب أو اللحوم
• جندل بلاكسينتا كريب الجندل محشو بالجوز و يقدم بصوص الشكولاتة و غالبا ما يكون الطبق مشتعل بالنار
هورتوباجي بلاكسينتا كريب مالح محشو ب مرقة لحم العجل
راكوت بلاكسينتا كريب الهنغاري بطبقات عديدة محشوة ب جبن الكوتاج الحلو و الزبيب و المربى و الجوز
بابريكا كريمبلي مرقة اساسها صوص البابريكا مع السجق الحار و البطاطا
رانتوت ساجت جبن الكورجيت الرقيق ملفوف بفتات الخبز و يقلى جيدا
راكوت كريمبلي كاسرول البطاطس انظر للوجبات في كتيب ويكي للطبخات
راكوت كابوزستا طبقات من الملفوف مع الحساء و الارز و القشدة الحامضة هذه الطريقة ماخوذة من ترانزفلينا اريدلي
سولت مرق الفول اليهودي الهنغاري
سزفاسقومبك و نودلي زلابية الخوخ الحلو الملفوفة بفتات الخبز المقلي بالزبدة أو ستريسل
سيز تيكريسك حرفيا لفائف العذراء المحشوة باللحم المفروم
تولتوت كابوستزا ملفوف محشي
تولتت بابريكا محشي الفلفل و اللحم و الارز و البهارات المستخدمة لحشي الفلفل
تولتوت توجاس أو كاسزانوتوجاس محشي البيض أو حرفيا كازينو البيض يقدم هذا البيض الحار باردا مع المايونيز أو دافئ مخبوزا في الفرن مع القشدة الحامضة
تيروقومبوك فطائر جبنة كوارك الهنغارية الحلوة
تيروس كسيزا نودلز مع جبنة كوارك و يطلق عليها تيرو تقدم مع اللحم المقدد أو الحلوى
فاداس مارها لحم البقر مع صوص يصنع من الجزر و خضروات أخرى ذا جذور و تقدم عادة مع فطائر الخبز
شريحة فينير و يطلق عليها بيسي سيزلت و الاسم الشائع لها رانتوت هس
السجق واللحوم
حساء الفول
تولتوت توجاس
شريحة فينير و تسمى بيكسي سيزلت
ليبتا تيرو جبن حار مع البابريكا و الكمون والبصل
لانجوس
هيركا: نوع من أنواع السجق ويتكون من نوعان الأول سجق الكبد وتسمى ماجاس هيركا و تصنع من كبد الخنزير و الارز و اللحم و الثانية السجق السوداء و تسمى فيرس هيركا و اللتي تشبه البودينغ السوداء
تيلزلامي أو سلامي الشتاء المدخن سلامي مصنوع من اللحم المتبل البارد اوالمدخن الجاف و أكثر منتج مشهور بهذا النوع منتج بيك سيزيقد
سلامي هيرز
سلامي كسابي و كولوباسز السلامي الحار و السجق المدخن و المصنوع في بلدة بيكيسباسكا
جولاي كولابسز السجق الحار المصنوع في مدينة جولا
ديسزنو ساجت السجق المصنوع في مدينة دبرتسن